# العلاقات المالديفية الفنزويلية
العلاقات المالديفية الفنزويلية هي العلاقات الثنائية التي تجمع بين المالديف وفنزويلا.

## مقارنة بين البلدين
هذه مقارنة عامة ومرجعية للدولتين:
| وجه المقارنة                                              | المالديف       | فنزويلا                                  |
| --------------------------------------------------------- | -------------- | ---------------------------------------- |
| المساحة (كم2)                                             | 298            | 916.45 ألف                               |
| عدد السكان (نسمة)                                         | 436.33 ألف     | 28.87 مليون                              |
| الكثافة السكانية (ن./كم²)                                 | 146.42 ألف     | 31.5                                     |
| العاصمة                                                   | ماليه          | كاراكاس                                  |
| اللغة الرسمية                                             | اللغة الديفهي  | اللغة الإسبانية، لغة الإشارة الفنزويلية ‏ |
| العملة                                                    | روفيه مالديفية | بوليفار فنزويلي                          |
| الناتج المحلي الإجمالي (بليون دولار)                      | 4.60 مليار     | 482.36 مليار                             |
| الناتج المحلي الإجمالي (تعادل القوة الشرائية) بليون دولار | 5.23 مليار     |                                          |
| الناتج المحلي الإجمالي الاسمي للفرد دولار أمريكي          | 8.39 ألف       |                                          |
| الناتج المحلي الإجمالي للفرد دولار أمريكي                 | 12.53 ألف      |                                          |
| مؤشر التنمية البشرية                                      | 0.706          | 0.762                                    |
| رمز المكالمات الدولي                                      | +960           | +58                                      |
| رمز الإنترنت                                              | .mv            | .ve                                      |
| المنطقة الزمنية                                           | ت ع م+05:00    | 00                                       |

## منظمات دولية مشتركة
يشترك البلدان في عضوية مجموعة من المنظمات الدولية، منها:
| علم المنظمة | اسم المنظمة                        | تاريخ انضمام المالديف | تاريخ انضمام فنزويلا |
| ----------- | ---------------------------------- | --------------------- | -------------------- |
|             | وكالة ضمان الاستثمار متعدد الأطراف | 19 مايو 2005          | 9 مايو 1994          |
|             | منظمة الشرطة الجنائية الدولية      | ?                     | ?                    |
|             | منظمة حظر الأسلحة الكيميائية       | ?                     | ?                    |
|             | منظمة التجارة العالمية             | ?                     | ?                    |
|             | البنك الدولي للإنشاء والتعمير      | 13 يناير 1978         | 30 ديسمبر 1946       |
|             | الأمم المتحدة                      | 21 سبتمبر 1965        | 15 نوفمبر 1945       |
|             | مؤسسة التمويل الدولية              | 2 فبراير 1983         | 28 ديسمبر 1956       |
|             | يونسكو                             | 18 يوليو 1980         | 25 نوفمبر 1946       |
|             | الاتحاد البريدي العالمي            | ?                     | ?                    |
|             | الاتحاد الدولي للاتصالات           | 28 فبراير 1967        | 13 أغسطس 1920        |

## وصلات خارجية
- موقع وزارة الخارجية المالديفية
- موقع وزارة الخارجية الفنزويلية